# ドイツ政策の見直し
「ドイツ政策の見直し」（Restatement of Policy on Germany ）は、アメリカ合衆国国務長官ジェームズ・F・バーンズによる著名な演説である。1946年9月6日、シュトゥットガルトにて行われた。

## 概要
「希望の演説」（Speech of hope）の名でも知られるこの演説は、以後の米国の政策のあり方を決定付けた。モーゲンソー・プランの経済政策を否定し、経済再建計画を転換するとのメッセージによって、将来への希望をドイツ人に与えた。
当時の西側勢力にとって最大の懸念は、貧困と飢餓がドイツ人を共産主義へと追いやることであった。ルシアス・クレイ将軍は、「1日当たり1,500カロリー摂取できる共産主義者となることと、1,000カロリーしか摂取できない民主主義者となることとの間には、選択の余地などない」と述べた。
欧州への米軍駐留を無期限に維持するとの米国の意図を述べたことから、演説はソ連に対する最初の強硬姿勢とみなされた。しかし、メッセージの核心は別にあった。1か月後にバーンズはこう述べている。「我々の計画の肝は、ドイツ人の賛同を得ることにある……それは我々とロシアとの、心を巡る争奪戦であった」。
ドイツの領土保全の問題に関しては、「米国は、ドイツ領であることが疑いない地域の侵犯を支持しないし、地域住民の意に反するドイツ分割も支持しない。米国の知る限り、ルール地域およびラインラントの人々はドイツ領であり続けることを願っている。米国には、彼らの願望に反対する気はない」。
このように、米国は民族自決を支持したが、例外もあった。それは演説の中で、フランスの主張するザール領有権を支持したことである。
ナイセ西岸をポーランドとの暫定国境と認めたバーンズは、オーデル・ナイセ線（戦前（1937年）のドイツの約25%を占める地域）以東の全ドイツ領の領有権に関するポーランドとソ連の主張について触れた。演説の中で、将来永久にポーランド領となるべきオーデル・ナイセ線以東の地域の最終的範囲を残した。彼は言う。「ソ連とポーランドは、ヒトラーの侵略軍に大変苦しめられた。ヤルタ合意の結果、ポーランドはカーゾン線以東の領域をソ連に割譲した。これにより、ポーランドは自国の北部・西部国境線の見直しを要求した。合衆国は、これらの国境線をポーランドに有利な形で見直すことを支持する。しかし、ポーランドに割譲される地域の範囲は、最終解決が得られた際に決定されねばならない」。
実際には、バーンズはそうした変化が起こる（自身の修正主義的目標への支持を望んだドイツ人によって解釈されたように）とは述べていない。演説や関連する米国の外交活動が目的としていたのは、西側勢力によってドイツ向けに宣伝を行うことであり、これによって西側勢力は、ポーランド・ドイツ国境問題とドイツ人追放に関する責任をモスクワのみに負わせることに成功したのである。
この領域はポツダム会談でポーランドおよびソ連の管理に委ねられ、国境線は平和会議で決められることになっていたが、1944年から1950年にかけて1,200万人のドイツ人追放が実行されているドイツ東部領土などの地域に関しては、事実上のポーランド領及びソ連領となった。
ポーランドは演説に声高に反応した。ヒトラー政権の残党を米国が支持していると主張し、ポツダムにて決められる国境線が最終的でないことを公然と否定した。ヴワディスワフ・ゴムウカは演説の中でバーンズ演説を批判し、演説が暗示しているドイツに有利な国境改訂は反動的であるとした。バーンズ演説によってゴムウカは、ポーランドとソ連との同盟を更に強化する必要があると考えるに至ったのである。
後に、ポーランドの指導者ヴォイチェフ・ヤルゼルスキは、演説の含意について考えている。
「それは衝撃的声明であった。それは、自国の西側国境がドイツなどの西欧諸国に脅かされていると我々に思わせた。それは、ソ連と我が国との関係を強化した最大要因の一つであった」。
オルシェフスキは米国大使をポーランドに呼んで説明を求め、演説はカーゾン線を越えて西側領域に移動しつつあるポーランド国民に悪影響を及ぼすと主張した。アーサー・ブリス・レイン大使は、バーンズの演説がポツダムで生ずる義務を避けたいという米国の願望であると解釈されてはならないことを再確認した。彼は、ポーランドが同地域の暫定的統治権を得ることを強調した。また、もしもポーランド移民が自らの存在を恒久的なものであると信じるならば、それはポーランドの政府及び報道機関自体の働きによるものであると強調した。後にレインは、バーンズ演説の歪曲によって妨げられた米国とポーランドとの友好を再確認し続けた。国務省職員らと問題を協議した末に、彼は悟った。演説は「ドイツにおける選挙の直前に、モロトフの態度を明確にさせる」ことを目的としていたのだと。
1946年11月から、在独米国軍政当局は別の国境計画を新たに複数策定した。米国国務長官ジョージ・マーシャルは、1947年のモスクワとロンドンにおける外相会談の際、次のように主張した。国境改訂を行うに当たっては、ポメラニアとシレジアの農業地域をドイツに返還する一方で、東ポメラニアと北シレジアの大半、それにグダニスクと東プロイセンはポーランドに残すと。英国からの、そして部分的にはフランスからの支援を得た彼は、4か国委員会を設置してドイツに有利な新国境改訂の範囲を決めさせるよう主張した。米国が戦術を転換した動機は2つあった。ドイツの支持を獲得すること、そしてソ連を困らせることである。マーシャルなどの米国の政策立案者は非公式に、ポーランド国境変更の可能性は「極めて低い」と認めた。
演説はポーランドと米国との関係に悪影響を及ぼしたが、ドイツをより親米的にし、ソ連はオーデル・ナイセ線の確約を強いられた。この確約の結果、ソ連は西ドイツへの影響力獲得という希望を諦めざるを得なかった。